# 墨田区立中和小学校
墨田区立中和小学校（すみだくりつ ちゅうわしょうがっこう）は、東京都墨田区菊川1丁目にある公立小学校。

## 沿革
- 1870年（明治3年） - 育幼社が創設される（中和の起源）。
- 1874年（明治7年） - 明治5年学制の頒布により、校舎を新築し第6中学区第1番公立土屋学校の分校として小学校則に従い開校。
- 1875年（明治8年） - 6中学区第13番公立中和小学校と改称。校舎落成開校式挙行。
- 1900年（明治34年）中和小学校校歌（作詞:中村秋香・作曲:小山作之助）制定。
- 1923年（大正12年）9月1日 - 正午頃に発生した関東大震災により全校舎・校具が全て焼失する。
- 1944年（昭和19年） - 第二次世界大戦のよる戦局の悪化により、学童集団疎開実施。
- 1945年（昭和20年） - 米軍機の大空襲により校区の全地域を焼失したが、本校は焼失を免れる。
- 1947年（昭和22年） - 学制改革により、東京都墨田区立中和小学校と改称。
- 1950年（昭和25年） - 完全給食を実施。
- 1951年（昭和26年） - 千葉市登戸町に墨田区立健康学園開園。
- 1958年（昭和33年） - 菊川小学校再開のため、学区域を変更。
- 1961年（昭和36年） - 中和公園にプールが完成し、落成式を行う。
- 1998年（平成10年） - コンピュータ教室設置。
- 2008年（平成20年） - 体育館耐震工事完了。
- 2009年（平成21年） - 正門バリアフリー工事完了。ビオトープ完成。開校135周年記念式典挙行し、記念事業としてトリフォニーホール・ジュニアオーケストラコンサート開催。
- 2010年（平成22年） - 校舎外壁工事。教育相談室整備。
- 2012年（平成24年） - 特別支援教室「そよかぜ学級」開設。
- 2014年（平成26年） - 高円宮承子女王殿下を講師にお迎えして、ユニセフ出前授業実施。
- 2015年（平成27年）11月 - 標準服お披露目会開催。
- 2016年（平成28年） - 新1年生より標準服導入。トイレ改修工事。
- 2024年（令和6年）9月22日 - 創立150周年記念イベント『第1回ふるさとフェス』開催[3]。

## 教育目標
- よく考えてくふうする子ども
- 自主性に富み責任感の強い子ども
- 健康で明るく子ども
- 心ゆたかで思いやりのある子ども

## 通学区域
- 菊川1丁目・菊川2丁目・立川1丁目・立川2丁目・立川3丁目[4]

## 進学先中学校
- 墨田区立竪川中学校[4]

## 学校周辺
- 墨田区立中和公園 - 敷地が隣接
- ライフ菊川店 - 敷地が隣接
- 日本環境整備教育センター - 区役所通り（墨田区道）をはさんで、敷地が隣接。
- 東京法務局墨田出張所
- セブンイレブン墨田菊川1丁目店
- 菊川橋クリニック
- 東京都道・千葉県道50号東京市川線 - 学校付近では、墨田区と江東区との区境線となっている。

## 交通アクセス
- 都営バス「錦11」系統で、「菊川一丁目」バス停から、
  - 1番のりば（亀戸駅行・墨田区側）から、徒歩約280m・約4～5分。
  - 2番のりば（築地駅行・江東区側）から、徒歩約330m・約5分。
- 都営地下鉄新宿線・大江戸線森下駅より、
  - A5出口から、徒歩約430m・約7分。
  - A6出口から、徒歩約660m・約10分。
- 都営地下鉄新宿線菊川駅（A1出口）から、徒歩約470m・約7～8分。